# Ploče
Ploče (olaszul: Porto Tolero) város és község Horvátországban, Dubrovnik-Neretva megyében.

## Fekvése
Dubrovniktól légvonalban 70, közúton 100 km-re északnyugatra, Makarskától légvonalban 42, közúton 52 km-re délkeletre, Split és Dubrovnik között félúton a tengerparton fekszik.

## A község települései
Közigazgatásilag Ploče városán kívül az alábbi települések tartoznak hozzá.
- Baćina
- Banja
- Komin
- Peračko Blato
- Plina Jezero
- Rogotin
- Staševica
- Šarić Struga

## Nevének eredete
A település legrégibb lakói városukat Pločának nevezték, tehát az volt nevének eredeti alakja. A Ploča név valószínűleg onnan származik, hogy amikor a környező települések halászai kihúzva szárogatták a hálóikat a mai város területén az egy hatalmas sík tábla (ploča) benyomását keltette. A város névváltozásainak egyébként gazdag története van. Az első változat még a Jugoszláv Királyság idejére nyúlik vissza, amikor a Marseille-ben meggyilkolt I. Sándor jugoszláv királyról Alekszandrovónak nevezték el. A II. világháborúig volt ez a város neve, amikor az olasz megszállás idején a Porto Tolero (behajózó kikötő) nevet kapta. A név arra utalt, hogy a Boszniából Itáliába szállított nyersanyagokat ebben a kikötőben hajózták be. A háború végén visszakapta eredeti Ploča nevét. 1950 és 1954, valamint 1980 és 1990 között a Kardeljevo nevet viselte, melyet a kommunista politikusról Edvard Kardeljről kapott. A közbenső időben első alkalommal volt a település neve a mai hivatalos név a Ploče, amely nem más mint az eredeti név többes számú alakja. Ezt a nevet kapta vissza a város a független Horvátország megalakulásának kezdetén 1990. november 22-én.

## Története
Ploče első írásos említése 1387-ben történt a dubrovniki történeti levéltárban fellelhető írásos szerződésben. A dokumentum 1387. november 6-án kelt és Ploče mint a Neretva torkolata előtt fekvő kikötő (ad quedum locum dictum la Ploca que est in fluminis Narenti) szerepel benne. A levéltár egy másik 1426-ban a Raguzai Köztársaság szenátusa által kibocsátott dokumentumot is őriz Ploče említésével. A településnek 1880-ban 164, 1910-ben 215 lakosa volt. A mai pločei kikötő helyén már a 19. század második felében az Osztrák-Magyar Monarchia idejében felmerült egy korszerű kikötő megépítése, majd a 20. század elején a vasútnak Boszniából a Neretva torkolatáig való kiépítésére is voltak tervek. Ezek a tervek akkor még megbuktak Split és Dubrovnik ellenállásán, melyek gazdasági jelentőségük elveszítését féltették egy új kereskedelmi központ létesülésétől. A tervek 1922/23-ban újra előkerültek, de ekkor Jugoszlávia gazdasági válságon esett át és nem volt elég pénz a kivitelezésükre. Végül csak 1937-ben kezdődhetett el a Metkovićról Pločéig menő vasúti pálya megépítése, melynek munkálatai 1942-ig tartottak. Közben 1939-ben megkezdődtek a pločei kikötő építési munkálatai is. 1941-ben azonban Jugoszláviát is elérte a második világháború, és az építés, bár ez a terület olasz megszállás alá került, immár német irányítás alatt folytatódott. A németek célja az volt, hogy a szenet, a bauxitot és más nyersanyagokat tengeri úton lehessen az akkor Független Horvát Állam területéről elszállítani. A partizánok mindvégig próbálták lehetetlenné tenni a munkálatokat, elsüllyesztették a kotróhajókat és használhatatlanná tették a technikai eszközöket.
Ploče területe csak a háború után kezdett benépesülni, amikor a vasút és a kikötő építéséhez sok új munkaerőre volt szükség. Gyors ütemben érkeztek a szakmunkások és velük együtt orvosok, postások és egyéb dolgozók a településre. Az első érkezők a környező településekről és a dalmát Zagora vidékéről jöttek. Ők még barakkokban laktak, melyek a Crna-patak és a város felső részén álltak. Közelükben különböző intézmények, középületek, szolgáltatások, üzletek, vendéglátó egységek létesültek. A város felső részére épült a pékség, a templom és az iskola. 1950. május 1-jén Ploče nevét először változtatták Kardeljevora, mely nevet 1954-ig viselte. Még az 1950-es években felépültek az első kőházak a Prišnicán és a Rogotinska utcában, de befejeződött a katonai objektumok felépítése is. Még az 1950-es években megnyílt a település első mozija a „Prišnica“ és az első rádióállomás. Az 1950-es évek végén jelentős számú betelepülő érkezett Bosznia-Hercegovinából. 1965-re megépült az Adria-parti főút és a Mostarra vezető főútvonal is. 1966-ban létrejött a vasúti összeköttetés a boszniai Szarajevóval, ezzel a település forgalma a kikötői forgalommal együtt jelentősen bővült. 1980-ban a város neve másodszor is Kardeljevo lett egészen 1990-ig.
A délszláv háború idején Pločét eltekintve néhány, az Interšped üzem raktárait ért sikeres gránáttalálattól nem érte nagyobb támadás. A kikötői raktárakat és a katonai kórházat sikertelenül ágyúzták a szerb erők. 1991. május 14-ről 15-re virradó éjszaka Ploče és szűkebb vidéke a "Zelena tabla - Mala bara" fedőnevű horvát katonai hadművelet színhelye volt, melynek során elfoglalták a JNA objektumait nagy mennyiségű fegyvert és ellátmányt zsákmányolva. Az akció vezetett az első tengeri csatához a két fél erői között, melynek során horvát részről két vontatóhajó, egy úszó kikötői daru, egy komp és két kisebb hajó legénysége állt szemben a professzionális jugoszláv haditengerészekkel. Az akció során egy horvát katona halálosan megsebesült. A pločeiek az említett akciókon kívül részt vettek az ország más háborús frontjain zajlott ütközetekben is, ahol néhányan életüket is áldozták hazájukért.
2011-ben a városnak 6013, a községnek összesen 10.135 lakosa volt.

## Népesség
| Lakosság változása | Lakosság változása | Lakosság változása | Lakosság változása | Lakosság változása | Lakosság változása | Lakosság változása | Lakosság változása | Lakosság változása | Lakosság változása | Lakosság változása | Lakosság változása | Lakosság változása | Lakosság változása | Lakosság változása | Lakosság változása |
| ------------------ | ------------------ | ------------------ | ------------------ | ------------------ | ------------------ | ------------------ | ------------------ | ------------------ | ------------------ | ------------------ | ------------------ | ------------------ | ------------------ | ------------------ | ------------------ |
| 1857               | 1869               | 1880               | 1890               | 1900               | 1910               | 1921               | 1931               | 1948               | 1953               | 1961               | 1971               | 1981               | 1991               | 2001               | 2011               |
| 0                  | 0                  | 164                | 200                | 180                | 215                | 0                  | 0                  | 727                | 1.657              | 3.102              | 4.405              | 5.318              | 6.332              | 6.537              | 6.013              |

(Lakosságát 1857-ben, 1869-ben és 1921-ben Baćinához és Banjához, 1931-ben Baćinához számították.)

## Nevezetességek
- Ég és Föld Királynője templom és pasztorális központ Ivan Vulić tervei szerint épült 1999 és 2007 között. Alapkövét még 1994. október 4-én áldotta meg II. János Pál pápa. Felszentelését 2007-ben végezte Marin Barišić split-makarskai érsek. A fehér bazilikának is nevezett épület a horvát tengermellék egyik legszebb modern temploma. A Szűzanya megkoronázását ábrázoló domborművet Ivan Pavić szobrászművész alkotását 2010. január 24-én helyezték el a templom kapuzata fölé. Az 1564 sípos kettős klaviatúrás orgona 2013. április 24-én ünnepélyes keretek között érkezett meg a templomba. A főoltár mögötti 8,2 méter széles és 7 méter magas mozaik 2014-ben készült, Atelje Stanišić alkotása. A templomnak összesen 42 festett üvegablaka van. Berendezéséből kiemelkedik még Szent Péter és Pál apostolok szobra és az egyik mellékoltár keresztet hordozó Krisztus képe. Szent Miklós püspök szobra a templom közelében áll, a horvát hősök, utazók és tengerészek tiszteletére emelték. Ugyancsak a közelben áll az első horvát elnök Franjo Tuđman bronz emlékműve, melyet 2015-ben avattak.
- A nemzeti felszabadító háború hőseinek és a fasizmus áldozatainak emlékparkja
- A régi plébániatemplom funkcióját betöltő Szent Liberan kápolnát 1983. február 27-én szentelték fel egy átalakított korábbi családi házban. A kápolna 136 m2 belső térrel rendelkezik, szembemiséző oltára és egy Szűz Mária szobra van. A város első plébániatemploma az ún. Szent barakk volt.

## Gazdaság
A helyi gazdaság a tengeri kikötőn alapul, melynek forgalma a második legnagyobb Horvátországban (2010-ben 4,5 millió tonna volt). A kikötőhöz számos más tevékenység, szállítmányozás, raktározás, fuvarozás, logisztika stb. kapcsolódik, míg a turizmus a többi tengerparti várossal ellentétben egyáltalán nem jelentős. A turizmus fejlesztésének feltételei a közeli Neretva-torkolatnál és a Baćinska-tónál adottak. A Neretva torkolatvidéke különösen alkalmas a vadászatra, a halászatra és a mezőgazdaságra. Fő terményei elsősorban a citrusfélék, továbbá más a gyümölcsök (görögdinnye, szilva stb.), valamint a zöldségfélék és a paradicsom. Az ipar, amely egykor az egyik legjelentősebb volt a tengermelléki városok között szinte teljesen eltűnt. A város jövőbeli fejlődését elsősorban a forgalom növekedésétől várja, melyhez jelentősen hozzá fog járulni az Adria-Jóni és az 5C (V/c) jelű (Budapest-Ploče) páneurópai korridor kiépítése, melynek csomópontja a város mellett lesz.

## Kultúra
A helyi kulturális élet kezdetét 1953-tól számíthatjuk, amikor megalapították a KUD „Ploče“ kulturális és művészeti egyesületet. 1961-ben megalapították a város legjelentősebb kulturális intézményét a nemzeti egyetemet, ahol 1968-tól könyvtár és olvasóterem is működik. A nemzeti egyetem a régi tiszti otthonban működik.
Pločén 1970 óta működik a városi fúvószenekar, 1981 óta a „Luka“ énekkar, 1970 óta a képzőművészeti műhely, 1991 óta a Mariani színjátszó csoport, míg a legrégebbi alapítású a 9A1CDG rádiósklub, melyet 1968-ban alapítottak.
A Pločei rádióállomás (RPP) háborús körülmények között 1992. május 28-án kezdte a sugárzást a 94,5 MHz-es frekvencián. Alapításának célja az volt, hogy várost és a Neretva völgyében fekvő településeket a háborús eseményekről időben tájékoztassák. Időnként ugyanis megbízhatatlan információk keringtek, így ezekben a nehéz időkben a média megkönnyítette hallgatóinak helyzetét. A rádió adása két év szünet után 2005 októberében indult újra miután az év tavaszán a város megvásárolta az akkori tulajdonos részét is, így száz százalékban tulajdonosa lett a rádiónak.

## Oktatás
A helyi oktatás kezdetének az 1947-es évet tekinthetjük, amikor a Gračka utcában megnyílt a Vladimir Nazor alapiskola. 1953-ban területileg csatlakozott hozzá a gazdasági iskola, majd 1954-ben a gimnázium. Az így létrejött kedvezőtlen feltételekből először az alapiskola vált ki 1971-ben, amikor új épületbe költözött. Később a középiskolák is új épületeket kaptak. Hasonló sors jutott az óvodának is, mely 1959 és 1979 között dolgozott kedvezőtlen feltételekkel, míg meg nem nyílt az új óvodaépület. 1968-tól a városban alapfokú zeneiskola is működik.

## Sport
A pločeiek már 1959-ben megalapították első labdarúgó klubjukat az NK Jadrant, majd 1978-ban megalakult a kispályás labdarúgóklub a mai UMA Ploče is. A városnak kosárlabdaklubja („Ploče“), női kézilabdaklubja ("Dalmacija"), rögbiklubja („Ploče“), kispályás labdarúgóklubja ("Porto Tolero"), karateklubjai (“Ploče“ és "Porto Tolero") és mások is vannak.
A sportolást és a rekreációs tevékenységet szolgálja az ŠC Močvara sportközpont, ahol kispályás labdarúgópálya, kosárlabdapálya és bocsapálya mellett fitneszközpont és teniszközpont működik. Építési munkái 1976-ban kezdődtek és tíz év múlva fejeződtek be.

## Galéria
- Ploče és a Neretva deltavidéke a levegőből
- Az Ég és Föld Királynője plébániatemplom
- A kikötő látképe
- Tengerparti kép
- Tengerparti kép
- A híd a Crna-patakon
- A Szent Miklós szobor
- Partmenti sétány
- Modern lakóházak a tengerparton

## Fordítás
Ez a szócikk részben vagy egészben  a   Ploče című horvát Wikipédia-szócikk ezen változatának fordításán alapul.  Az eredeti cikk szerkesztőit annak laptörténete sorolja fel. Ez a jelzés csupán a megfogalmazás eredetét és a szerzői jogokat jelzi, nem szolgál a cikkben szereplő információk forrásmegjelöléseként.